# Nepenthes ventricosa
Espèce
Classification phylogénétique
Statut de conservation UICN

 LC  : Préoccupation mineure
Statut CITES
Nepenthes ventricosa est une espèce de plantes à fleurs de la famille des Nepenthaceae. C'est une espèce de plantes carnivores originaire des Philippines, où elle pousse entre 1 200 et 1 500 m d'altitude.

## Étymologie
Le nom de cette espèce vient du latin ventricosus qui signifie « ventrue ».

## Morphologie
La taille de ce népenthès (2 m) est relativement modeste au regard d'autres espèces. Les urnes qui peuvent être très nombreuses présentent une forme caractéristique.